# Nate Bowman
Nathaniel "Nate" Bowman (Fort Worth, Texas, 19 de marzo de 1943-Nueva York, Nueva York, 11 de diciembre de 1984) fue un jugador de baloncesto estadounidense que disputó seis temporadas como profesional, cinco en la NBA y una en la ABA. Con 2,08 metros de estatura, jugaba en la posición de pívot. Fue campeón de la NBA en 1970, vistiendo la camiseta de los New York Knicks.

## Trayectoria deportiva

### Universidad
Jugó durante 4 temporadas con los Shockers de la Universidad de Wichita State, en las que promedió 11,5 puntos y 8,4 rebotes por partido.

### Profesional
Fue elegido en la séptima posición del Draft de la NBA de 1965 por Cincinnati Royals, pero no jugó en la liga hasta la temporada 1966-67, haciéndolo en tan sólo 9 partidos con la camiseta de los Chicago Bulls, en los que promedió 2,4 puntos y 3,1 rebotes por partido.
Al año siguiente ficha por los New York Knicks, que buscaban un hombre para dar minutos de descanso a Walt Bellamy. Su errático porcentaje de tiros de campo y su gran problema con las faltas personales hicieron que jugara muy pocos minutos por partido. En su primer año en los Knicks apenas estuvo en cancha una media de 6,5 minutos en los 42 partidos que disputó. Ese año fue uno de los más intensos participantes en una gran pelea que se formó en un partido ante Atlanta Hawks, en la que se vieron involucrados varios jugadores de ambos equipos. A pesar de aquello, ninguno de los jugadores tuvo que pagar una multa mayor de 25 dólares.
Jugó dos temporadas más en Nueva York, logrando su mayor éxito en la última de ellas, al conseguir junto con su equipo el anillo de campeones de la NBA, tras batir en las Finales a Los Angeles Lakers. Al año siguiente es traspasado a Buffalo Braves, donde su rol no cambia, a pesar de ser la primera temporada que promedia más de 10 minutos por partido en pista. sus promedios (3,1 puntos y 3,9 rebotes por partido) fueron similares a los de años anteriores.
En 1971 abandona la NBA para fichar por los Pittsburgh Condors de la liga rival, la ABA, donde jugaría sus últimos 18 partidos como profesional. en el total de su carrera promedió 2,9 puntos y 3,4 rebotes por partido.

## Estadísticas de su carrera en la NBA

### Temporada regular
| Temporada | Edad | Equipo     | Liga  | P   | TIT | MIN  | TC  | TCA | %TC  | 3P  | 3PA | %3P  | TL  | TLA | %TL  | R.OF. | R.DEF. | REB | ASIS | ROB | TAP | PER | FP  | PTS |
| 1966-67   | 23   | Chicago    | NBA   | 9   |     | 7.2  | 0.9 | 2.3 | .381 |     |     |      | 0.7 | 0.9 | .750 |       |        | 3.1 | 0.2  |     |     |     | 2.0 | 2.4 |
| 1967-68   | 24   | New York   | NBA   | 42  |     | 6.5  | 1.2 | 3.2 | .388 |     |     |      | 0.2 | 0.4 | .667 |       |        | 2.7 | 0.5  |     |     |     | 1.6 | 2.7 |
| 1968-69   | 25   | New York   | NBA   | 67  |     | 9.1  | 1.2 | 3.4 | .363 |     |     |      | 0.4 | 0.9 | .475 |       |        | 3.3 | 0.8  |     |     |     | 2.1 | 2.9 |
| 1969-70   | 26   | New York   | NBA   | 81  |     | 9.2  | 1.2 | 2.9 | .417 |     |     |      | 0.5 | 1.0 | .519 |       |        | 3.2 | 0.6  |     |     |     | 2.3 | 2.9 |
| 1970-71   | 27   | Buffalo    | NBA   | 44  |     | 11.0 | 1.3 | 3.4 | .392 |     |     |      | 0.5 | 0.9 | .526 |       |        | 3.9 | 0.9  |     |     |     | 2.1 | 3.1 |
| 1971-72   | 28   | Pittsburgh | ABA   | 18  |     | 12.1 | 1.1 | 2.9 | .358 | 0.0 | 0.1 | .000 | 0.3 | 0.5 | .556 | 1.8   | 3.1    | 4.8 | 0.7  |     |     | 0.9 | 2.7 | 2.4 |
| Total     |      |            | TOTAL | 261 |     | 9.1  | 1.2 | 3.1 | .388 | 0.0 | 0.1 | .000 | 0.4 | 0.8 | .529 | 1.8   | 3.1    | 3.4 | 0.7  |     |     | 0.9 | 2.1 | 2.9 |
|           |      |            | NBA   | 243 |     | 8.9  | 1.2 | 3.1 | .390 |     |     |      | 0.4 | 0.8 | .527 |       |        | 3.3 | 0.7  |     |     |     | 2.1 | 2.9 |
|           |      |            | ABA   | 18  |     | 12.1 | 1.1 | 2.9 | .358 | 0.0 | 0.1 | .000 | 0.3 | 0.5 | .556 | 1.8   | 3.1    | 4.8 | 0.7  |     |     | 0.9 | 2.7 | 2.4 |

### Playoffs
| Temporada | Edad | Equipo   | Liga | P  | MIN | TCA | TC | 3PA | 3P | TLA | TL | R.OF. | REB | ASIS | ROB | TAP | PER | FP | PTS | %TC  | %3P | %FT   | MIN | PTS | REB | AST |
| 1967-68   | 24   | New York | NBA  | 1  | 6   | 0   | 4  |     |    | 0   | 0  |       | 3   | 0    |     |     |     | 1  | 0   | .000 |     |       | 6.0 | 0.0 | 3.0 | 0.0 |
| 1968-69   | 25   | New York | NBA  | 10 | 62  | 4   | 15 |     |    | 3   | 3  |       | 32  | 3    |     |     |     | 16 | 11  | .267 |     | 1.000 | 6.2 | 1.1 | 3.2 | 0.3 |
| 1969-70   | 26   | New York | NBA  | 18 | 128 | 18  | 47 |     |    | 7   | 10 |       | 44  | 6    |     |     |     | 34 | 43  | .383 |     | .700  | 7.1 | 2.4 | 2.4 | 0.3 |
| Total     |      |          | NBA  | 29 | 196 | 22  | 66 |     |    | 10  | 13 |       | 79  | 9    |     |     |     | 51 | 54  | .333 |     | .769  | 6.8 | 1.9 | 2.7 | 0.3 |